# Virus de la rosette de l'arachide
Groundnut rosette virus
Espèce
Synonymes
- Groundnut rosette umbravirus
- Groundnut chlorotic rosette virus

Le virus de la rosette de l'arachide (GRV, Groundnut rosette virus)  est une espèce de virus appartenant au genre Umbravirus (famille des Tombusviridae), originaire d'Afrique subsaharienne qui infecte les cultures d'arachide. C'est un virus à ARN à simple brin de polarité positive (ARNmc), rattaché au groupe IV de la classification Baltimore.
Il est transmis entre les plantes par des  insectes vecteurs tels que le puceron de l'arachide (Aphis craccivora).

## Histoire
L'arachide (Arachis hypogaea) est originaire d'Amérique du Sud où elle a été domestiquée de longue date. Plus récemment, sa culture s'est étendue dans d'autres parties du monde, notamment en Afrique subsaharienne où elle est constitue une importante culture de subsistance. Le virus de la rosette de l'arachide, décrit pour la première fois en Afrique en 1907 au Tanganyika (actuelle Tanzanie), cause de graves dommages aux cultures d'arachide sur ce continent. En 1939, cette maladie affectait déjà 80 à 90 % des plantes au Congo belge, entraînant d'importantes pertes de rendement. Le virus peut se propager rapidement dans une culture. Selon une étude réalisée en Tanzanie, les premières plantes atteintes ont été observées six jours après le signalement des premiers pucerons. Le nombre de pucerons a très rapidement augmenté et la maladie a décuplé en deux semaines, 65 % des plantes cultivées étant touchées trois semaines plus tard.

## Symptômes
Les plantes infectées par le virus de la rosette de l'arachide seul ne présentent que peu ou pas d'effet. Les symptômes de la maladie sont causés en fait par une co-infection avec un ARN satellite  (agent sous-viral). Les plants d'arachide affectés prennent une apparence touffue en raison du rabougrissement et de la déformation des pousses en croissance. On observe un jaunissement ou des marbrures du feuillage. Les plantes affectées lorsqu'elles sont jeunes peuvent ne pas produire de cachuètes.
Il existe trois principaux types de symptômes :
- La rosette chlorotique est commune dans de nombreuses régions d'Afrique subsaharienne. Les jeunes folioles deviennent légèrement marbrées et les plus anciennes deviennent chlorotiques avec des nervures vertes. Chez les jeunes plantes, les feuilles deviennent de plus en plus jaunes, tordues et rabougries, mais chez les plantes plus âgées, seules quelques branches  peuvent être affectées, voir uniquement le point de croissance[3].
- La rosette en mosaïque est répandue en Afrique orientale et centrale. Les jeunes feuilles ont une apparence de mosaïque verte et jaune et les symptômes ultérieurs ressemblent à ceux de la rosette chlorotique, mais les plantes sont moins sévèrement rabougries[3].
- La rosette verte est connue depuis l'Afrique de l'Ouest jusqu'au nord du Malawi, l'Ouganda et peut-être l'Angola. Les feuilles les plus jeunes présentent des marbrures et des mouchetures tandis que les feuilles plus âgées sont petites et d'un vert très profond, avec des marges enroulées. Les plantes sont sévèrement rabougries et ressemblent à des plantes infectées par le virus du rabougrissement de l'arachide (PCV, peanut clump virus)[3].

Les types de rosette chlorotique et verte sont causés par deux variants de l'ARN satellite tandis que le type mosaïque résulte d'une co-infection par un mélange des deux variants. Un autre virus, le virus auxiliaire de la rosette de l'arachide (GRAV, Groundnut rosette assistor virus), est également impliqué dans l'infection. Certaines variétés d'arachide résistantes à la maladie de la rosette sont très résistantes au GRV et à son ARN satellite, mais pleinement sensibles au GRAV.

## Transmission
Le principal vecteur du virus de la rosette de l'arachide est le puceron de l'arachide (Aphis craccivora). Lorsqu'il suce la sève d'une plante infectée, il acquiert des particules virales dans lesquelles l'ARN du virus de la rosette et l'ARN satellite sont encapsidés ensemble dans une couche de protéines de capside produites par le virus auxiliaire de la rosette de l'arachide. La maladie est de nature épidémique et il existe un cycle saisonnier d'infection, mais les origines de ce virus sont inconnues. En Afrique, le puceron de l'arachide se nourrit sur au moins 142 espèces différentes de plantes, dont beaucoup appartiennent à la famille des Fabaceae et le virus de la rosette de l'arachide est présumé être apparu au sein de cette famille. Il existe de nombreuses autres plantes-hôtes pour le GRV, le GRAV et l'ARN satellite considérés séparément, mais l'arachide est le seul hôte naturel connu pour l'ensemble de ce complexe viral.
Des variétés d'arachide résistantes aux virus ont été découvertes mais ont pour la plupart une longue période de croissance (cinq à six mois plutôt que trois à quatre pour les autres variétés) et peuvent donc être plus sensibles à la sécheresse. Un programme de sélection, axé sur la résistance aux maladies, une maturité précoce et un rendement élevé, a été mis en place au Malawi.